# Saint-Bonnet-en-Champsaur
Saint-Bonnet-en-Champsaur is een gemeente in het Franse departement Hautes-Alpes (regio Provence-Alpes-Côte d'Azur). De plaats maakt deel uit van het arrondissement Gap. Saint-Bonnet-en-Champsaur telde op 1 januari 2022 2.081 inwoners.
Op 1 januari 2013 werden de voormalige gemeenten Bénévent-et-Charbillac en Les Infournas aangehecht.

## Geografie
De oppervlakte van Saint-Bonnet-en-Champsaur bedroeg op 1 januari 2022 35,85 vierkante kilometer; de bevolkingsdichtheid was toen 58 inwoners per km².
De onderstaande kaart toont de ligging van Saint-Bonnet-en-Champsaur met de belangrijkste infrastructuur en aangrenzende gemeenten.

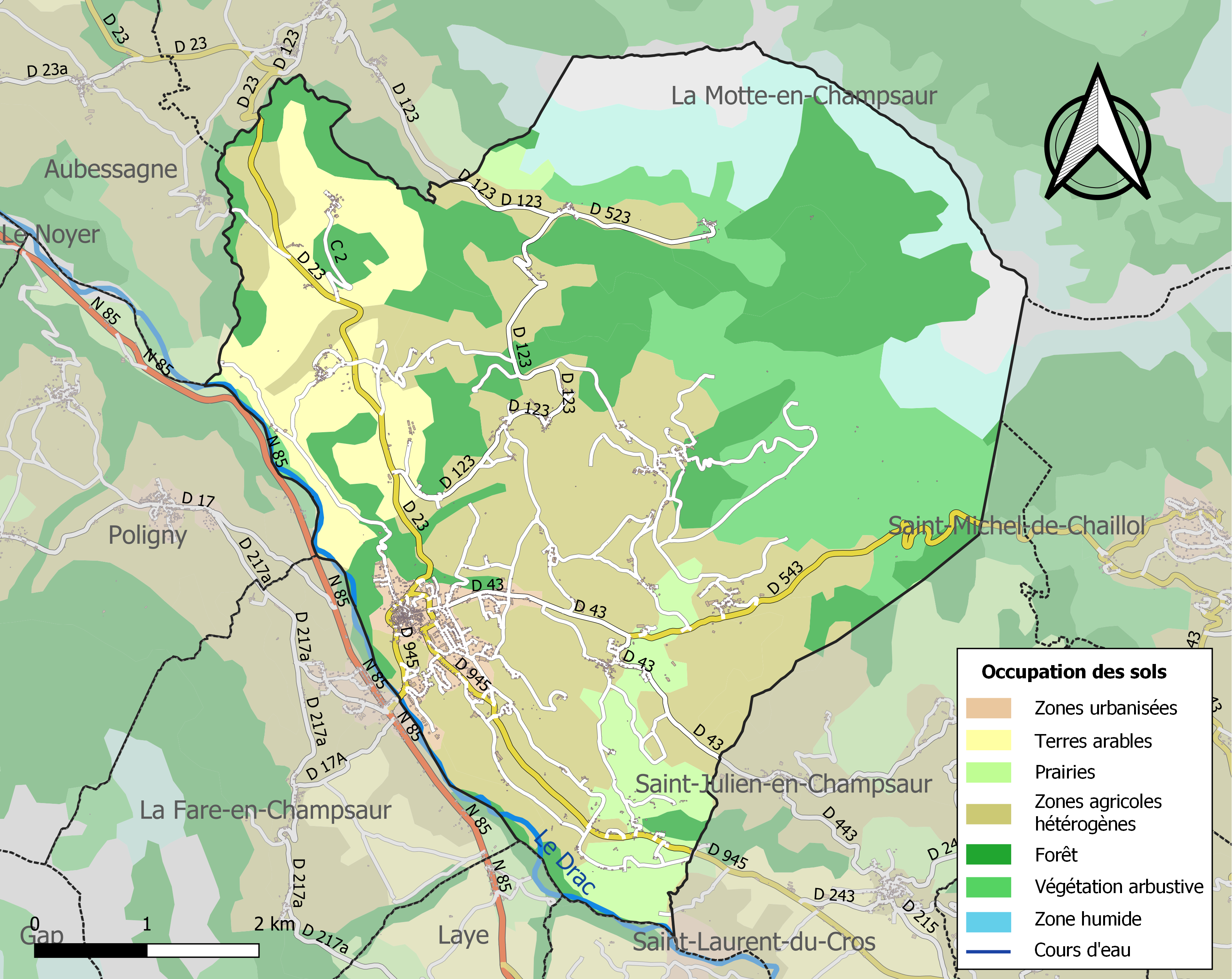

## Demografie
Onderstaande figuur toont het verloop van het inwonertal (bron: INSEE-tellingen).
Vanwege een beveiligingsprobleem met de MediaWiki Graph-software is het momenteel niet mogelijk deze grafiek weer te geven. Zodra de software is bijgewerkt zal de grafiek vanzelf weer zichtbaar worden.

## Geboren
- François de Bonne de Lesdiguières (1543-1626), maarschalk van Frankrijk